# Super-heróis da Disney
Super-Heróis Disney são personagens tradicionais da Disney que possuem identidade de super-heróis, trata-se de personagens criados isoladamente  o primeiro foi o Superpateta criado por Del Curry e Paul Murry (EUA), depois veio o Superpato criado por Guido Martina e Giovan Battista Carpi (Itália), o Morcego Vermelho por Ivan Saidenberg (Brasil), inspirado numa ilustração do italiano Giovan Battista Carpi. entre outros.  

## Clube dos Heróis
Nos anos 80, os super-heróis Disney apareceram em algumas histórias juntos na série "Clube dos Heróis", criadas por artistas brasileiros para a Editora Abril (com exceção do Quatro Folhas e do Ganso de Aço que surgiram na minissérie Ultra Heróis em 2008).

## Ultra-Heróis
Ultra-Heróis (Ultraheroes no original) foi um arco de história publicado entre fevereiro e abril de 2008 na Revista Topolino, publicada pela Disney Itália.
Em 2009, a editora  Boom! Studios publicou  Ultra-Heróis nos Estados Unidos, o arco foi publicado nas revistas Walt Disney's Comics and Stories e Disney's Hero Squad.
No Brasil, foi publicado em nos números 40 a 43 de Aventuras Disney e na revista Mega Disney número 5.

## Personagens
- Donald: Superpato
- Margarida: Superpata
- Pateta: Superpateta
- Peninha: Morcego Vermelho
- Glória: Borboleta Púrpura
- Gilberto: SuperGil
- Zé Carioca: Morcego Verde
- Gastão: Quatro Folhas
- Gansolino: Ganso de Aço
- Tio Patinhas: Cartola Mascarado
- Vespa Vermelha, diferente dos restantes por ser um homem e não um animal antropomorfo, e também por não ter o rosto conhecido.

### Hérois de séries Animadas Disney
- Darkwing Duck
- Gizmo Pato
- Gargoyles
- Mighty Ducks